# Zicaffè
La Zicaffè S.p.A.  è un'azienda italiana produttrice di caffè tostato, fondata nel 1929 a Marsala da Vito Zichittella con sede nella stessa Marsala, in provincia di Trapani.

## Storia
Fondata nel 1929 da Vito Zichittella, come piccola azienda di torrefazione, nel 1971 diventò Società per Azioni. In seguito ha ampliato l'area distributiva, per arrivare a una dimensione dapprima nazionale e successivamente internazionale. 